# Viburnum davidii
Viburnum davidii Franch., 1886 è un arbusto della famiglia delle Viburnacee, diffuso in Cina.
L'epiteto specifico deriva dal missionario e botanico francese Armand David (1826 – 1900), a cui la specie è stata dedicata. Questa pianta ha ottenuto il premio Garden Merit assegnato dalla Royal Horticultural Society.

## Descrizione
Cresce intorno ai 1,5 metri. Arbusto sempreverde con foglie grandi fino a 15 cm, lucide e verdi. Foglie molto solcate da tre linee curve. Fiorisce in gruppi rotondi di piccoli fiori, seguiti a fine estate da frutti blu (ma solo se sono presenti sia la pianta femminile che quella maschile). Non teme il freddo, ma potrebbe morire morire nella parte ipogea negli inverni più rigidi, per poi ricacciare in primavera.